# سامانه ترددشمار

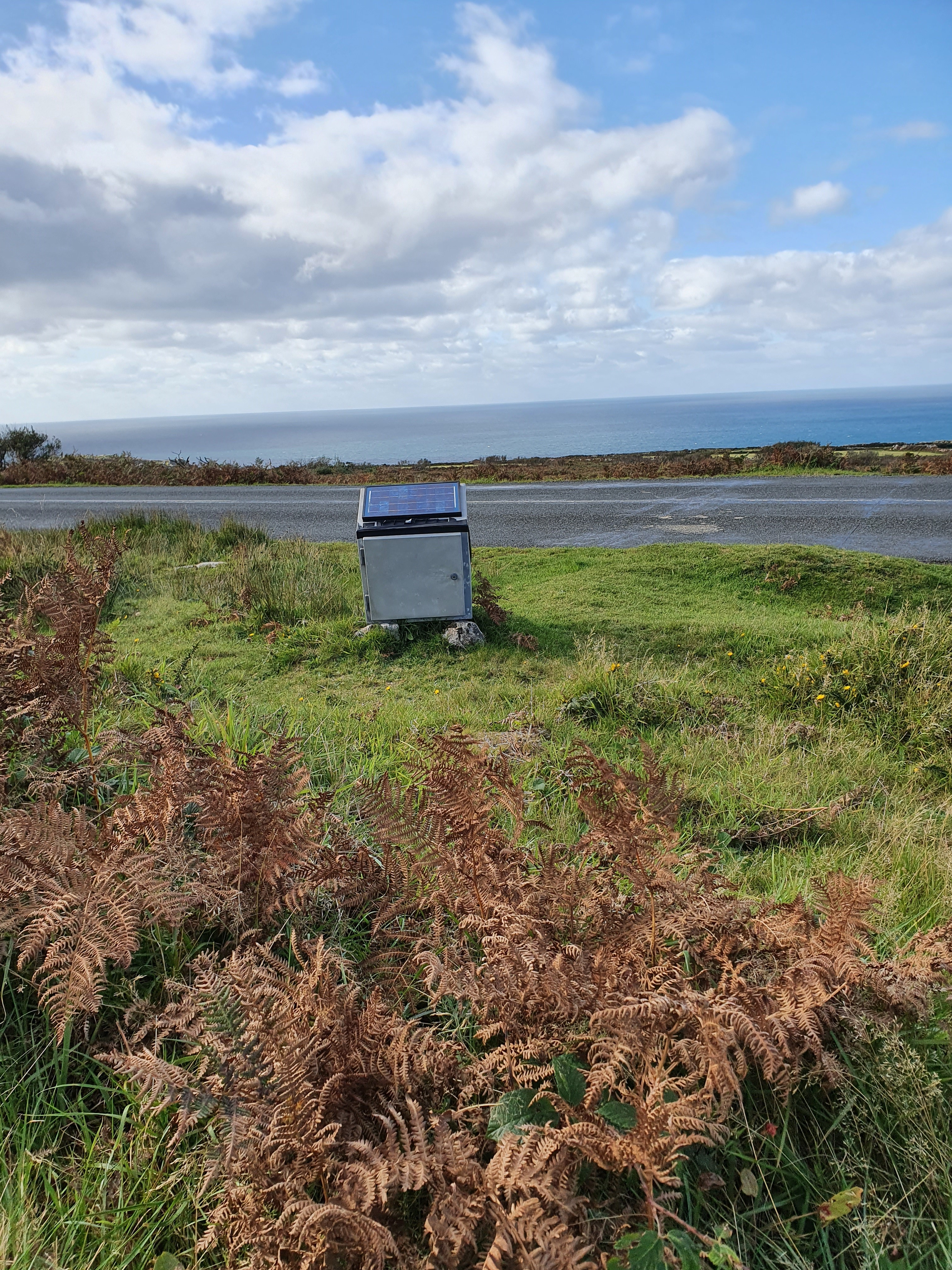
دستگاه شمارش و شناسایی تعداد تردد وسایل نقلیه در کنار خیابان.

سامانه ترددشماری برای مدیریت بهتر راه‌ها استفاده می‌شود. این سیستم، پله زیرین حمل و نقل هوشمند محسوب می‌شود زیرا نهادهای دولتی و غیردولتی، با داشتن آمارها و گزارش‌های مربوط به ترددشمار، می‌توانند از سایر روش‌ها برای هوشمند سازی سامانه‌های ترابری استفاده کنند.
این سامانه اطلاعاتی مانند تعداد خودروهای عبوری، میانگین، بیشترین و کمترین سرعت وسایل نقلیه، فواصل میان خودروها و در حالت‌های خاص دسته‌بندی وسایل نقلیه به کلاس‌های مختلف را به کاربر ارائه می‌دهد.
اصول کار دستگاه‌های تردد شمار بدین‌صورت است که حلقه‌های مغناطیسی در جاده تعبیه می‌شود و با استفاده از تغییر خواص مغناطیسی این حلقه‌ها اطلاعات به پردازنده منتقل می‌شود.

## کاربردها
- جمع‌آوری اطلاعات مربوط به وسایل نقلیه به صورت یکپارچه
- ارسال این اطلاعات به واحدهای کنترل ترافیک
- جمع‌آوری داده‌ها برای طراحی‌های جاده‌ای

## مراکز مرجع در ایران
- مرکز مدیریت راه‌های ایران
- دفتر فناوری اطلاعات سازمان راهداری و حمل و نقل جاده‌ای
- ادارات کل حمل و نقل و پایانه‌های استان‌ها

## ساختار سیستم تردد شمار
سامانه ترددشماری بر اساس ایجاد شکاف در سطح جاده و قرار دادن سنسور در آن تشکیل می‌گردد. همچنین ارتباط سنسورها از طریق کابل ارتباطی با دستگاه تردد شمار می‌باشد. این سنسورها اطلاعات خودروهای عبوری را از طریق سیگنال‌های ارسالی انتقال می‌دهند، و پس از ذخیره دقیق اطلاعات در حافظه دستگاه تردد شمار و ارجاع به نرم‌افزار مربوط، از طریق اتصالات شبکه‌ای GSM/GPRS، داده‌ها به سرور کاربر فرستاده شده و به صورت متن قابل مشاهده خواهند بود.
دستگاه تردد شمار در داخل محفظه‌ای در کنار جاده در فاصله ۱ تا ۵ متری از حلقه‌ها نصب می‌گردد.
انرژی مورد نیاز سیستم از طریق پنل‌های خورشیدی تأمین می‌گردد، به این صورت که با استفاده از باتری و ذخیره انرژی در آن امکان استفاده از دستگاه در تمام مدت شبانه روز امکان‌پذیر می‌باشد.
لذا نه تنها از نظر مصرف انرژی بهینه بوده، بلکه از نظر قطع ولتاژ مورد نیاز و تأخیر در ثبت اطلاعات مصون می‌باشد.

## خروجی سیستم تردد شمار
۱.	تعداد خودروهای عبوری در یک بازه زمانی
۲.	حالت حلقه‌های القایی
۳.	حالت شمارش
۴.	نوع کلاس خودرو عبوری (موتور سیکلت، خودرو سواری، وانت بار و...)
۵.	تجاوز از سرعت مجاز
۶.	سرعت خودرو عبوری
۷.	میزان فاصله بین خودروهای عبوری

## جدول نمونه ترددشمار
| کلاس خودرو | جهت الف | جهت ب | جمع |
| ---------- | ------- | ----- | --- |
| سواری      | ۴۸      | ۴۷    | ۹۵  |
| کامیون     | ۲       | ۰     | ۲   |
| ون         | ۵       | ۷     | ۱۲  |
| اتوبوس     | ۱       | ۰     | ۱   |
| دوچرخه     | ۳       | ۱     | ۴   |